# Steve Cochran
Robert Alexander Cochran (Eureka, California, 25 de mayo de 1917-Océano Pacífico, 15 de junio de 1965), más conocido por su nombre artístico Steve Cochran, fue un actor cinematográfico, teatral y de televisión estadounidense, conocido por sus papeles como actor de reparto en películas de gánsteres, por su intensa vida amorosa y por su trágica muerte.

## Biografía
Hijo de un leñador de California, Steve Cochran creció en Laramie (Wyoming) y se graduó en la universidad de ese estado en 1939. Después de ejercer trabajos temporales como vaquero y empleado ferroviario, comenzó su carrera teatral a comienzos de los años cuarenta, en compañías que realizaban giras durante el verano. Tuvo así la experiencia de interpretar varios papeles shakespearianos en el Festival Shakespeare de Carmel, incluido el rol titular de Ricardo III.
Incapacitado por un soplo al corazón para servir en el ejército durante la Segunda Guerra Mundial, Cochran dirigió espectáculos en campamentos militares y continuó sus giras con obras de repertorio, debutando en Broadway en 1944 con la obra Corazones rotos en Broadway. Ya en 1948, actuó junto a Mae West en una reposición de la comedia Diamond Lil. Aunque su debut en el cine se prdujo en 1945, en la comedia Wonder Man (Un hombre fenómeno), protagonizada por Danny Kaye y Virginia Mayo, y aunque había participado ya en otras películas, como Los mejores años de nuestra vida (1946), El asombro de Brooklyn (1946), Nace una canción (1948) -ambas con Kaye y Mayo como protagonistas- y Copacabana (1947) -protagonizada por Groucho Marx y Carmen Miranda- fue su trabajo teatral junto a Mae West lo que impulsó su carrera cinematográfica, al proporcionarle un  contrato estable con la Warner Bros a partir de 1949.
La primera película que realizó Cochran con la Warner fue Al rojo vivo, el clásico de cine negro dirigido por Raoul Walsh, en la que interpretó el papel del gánster Big Ed Sommers, el lugarteniente desleal y ambicioso del protagonista mentalmente desequilibrado que encarnaba James Cagney, a quien le robaba la novia -de nuevo Virginia Mayo- y la banda aprovechando su encarcelamiento, recibiendo a cambio un final sombrío en el guion, como tantas veces ocurriría a sus personajes. El notable éxito de esta interpretación contribuyó a la especialización de Cochran en papeles de reparto de joven duro y egoísta o de amante insensible.

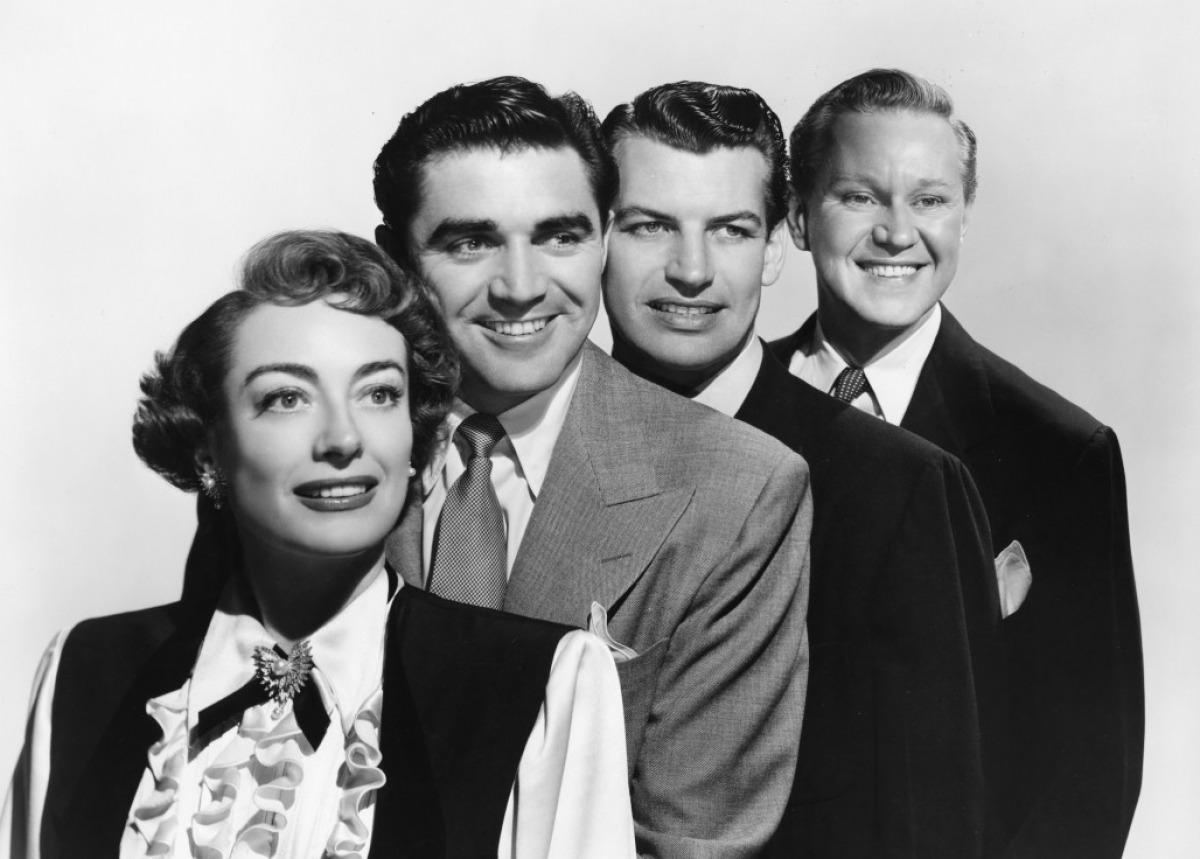
Con Joan Crawford, Richard Egan y David Brian en el film The Damned Don't Cry (1950)

En virtud de su contrato con la Warner, Cochran intervino hasta 1952 en multitud de películas: melodramas como The Damned Don't Cry (Los condenados no lloran, 1950), junto a Joan Crawford, western como Dallas (1950), con Gary Cooper, y Raton Pass (1951) o dramas carcelarios como Inside the Walls of Folsom Prison (1951), en la que fue coprotagonista junto a David Brian; y en general una larga cadena de películas de serie B. Destacan también de su filmografía en esta etapa Tomorrow is Another Day (titulada en España Unidos por el crimen), en la que interpretaba al marido exconvicto de Ruth Roman y Storm Warning (no confundir con la película de terror homónima de 2007), en la que se convertía en la pesadilla de la joven Doris Day, ambas de 1951. Sus últimas películas para la Warner fueron dos musicales: She's Back on Broadway (junto a Virginia Mayo, por sexta y última vez) y The Desert Song (La canción del desierto, inédita en España), tercera versión cinematográfica de una opereta con libreto y letras de Oscar Hammerstein II y música de Sigmund Romberg.
A mediados de los cincuenta Cochran fundó su propia productora, Robert Alexander Productions, con la que dio a la gran pantalla sus mejores interpretaciones como protagonista. En 1956 protagonizó junto a Ann Sheridan Come Next Spring (Cuando llegue la primavera), en la que daba vida a un campesino que lucha desesperadamente por recuperar a su familia y no recaer en el alcoholismo. En 1957 Cochran se trasladó a Italia para producir y rodar a las órdenes de Michelangelo Antonioni Il Grido (El grito), en la que interpreteba el papel de Aldo, un vagabundo incapaz de encontrar un lugar seguro para establecerse y abocado a un trágico destino. La crítica italiana y europea destacó el temperamento dramático y la sensibilidad de su interpretación en esta película.
La compañía de Cochran trató de introducirse en la producción de series televisivas, pero con escasos resultados. Tan sólo llegó a realizarse el que debería haber sido el episodio piloto de una serie titulada Fremont the Trailblazer, con el propio Cochran en el papel del explorador John C. Frémont.
A finales de la década de 1950 la carrera cinematográfica de Cochran entró en rápida decadencia, al compás del deterioro de su imagen por los excesos de su vida personal. Se vio así relegado a apariciones ocasionales en famosas series de TV de la época, como The Twilight Zone (1959), Los Intocables (1960-61), El virginiano (1962), Route 66 (1963), Burke's Law (1964) y Bonanza (1965). Intentando relanzarse en la gran pantalla, escribió, produjo y protagonizó en 1965 el que también había de ser su debut como director; pero Tell me in the Sunlight, que así se llamaba la película, sólo fue estrenada póstumamente en  1967 y casi sin publicidad.

## Vida privada y muerte
Cochran tuvo merecida fama de mujeriego y fue frecuente protagonista de la prensa del corazón por su tumultuosa vida privada, que incluyó idilios bien documentados con célebres actrices y personajes del mundo del espectáculo como Mae West, Jayne Mansfield, Joan Crawford, Merle Oberon, Ida Lupino y otras. Quizá su relación más famosa fue con la actriz, cantante y sex-symbol Mamie van Doren, que más tarde relataría detalladamente su vida sexual en su autobiografía escandalosa Playing the Field: My Story. Además, Cochran se casó y divorció tres veces: con la actriz Fay McKenzie y con dos mujeres ajenas al mundo del espectáculo, Florence Lockwood y Jonna Jensen, esta última cuando él tenía 44 años y ella 19.
En 1965, Cochran contrató a tres jóvenes mujeres (una de ellas menor de edad) con las que formó una tripulación exclusivamente femenina para acompañarle en una travesía en yate por América Central, que zarpó de Acapulco el 3 de junio. La nave se encontró con unas condiciones meteorológicas extremadamente adversas y la salud de Cochran, que de antemano no era buena, se resintió. El 15 de junio murió de infección pulmonar, a los 48 años. Su cadáver permaneció a bordo once días, pues ninguna de las mujeres que le acompañaba era capaz de manejar un barco, por lo que el yate quedó a la deriva hasta que encalló junto a la costa cerca de Puerto Champerico, Guatemala, donde fue encontrado por las autoridades, que rescataron a las tres mujeres, conmocionadas pero sanas y salvas. Las circunstancias de la muerte desataron todo tipo de especulaciones, pero ni la autopsia ni la investigación confirmaron ninguna de las sospechas.
Steve Cochran es recordado por una estrella del Paseo de la Fama de Hollywood, concretamente en el 1750 de Hollywood Blvd.

## Steve Cochran en la literatura
A los cuarenta y cinco años de su muerte, el personaje de Steve Cochran aparece incidentalmente en la novela de Paul Auster Sunset Park. El padrino del protagonista, un famoso escritor, ve en un avión la película Los mejores años de nuestra vida (uno de los motivos recurrentes de la novela: todos los personajes principales la ven y la comentan en un momento u otro), en la que Cochran interpreta al amante ocasional de Virginia Mayo, casada con uno de los protagonistas. El escritor recuerda entonces que su madre, que siendo muy joven había actuado en el teatro, le había comentado que siendo todavía una adolescente había conocido a Steve Cochran y se había quedado "prendada" de él. Al conectar este recuerdo con la fama de mujeriego de Cochran, el escritor se pregunta, algo morbosamente, si el actor no habría seducido a su madre y si ésta, literalmente, no habría perdido la virginidad con él. El episodio, que ocupa tres páginas y concluye un capítulo, da pie a Auster para introducir una sumaria biografía de Cochran.